# إي أون جو
لي يون جو (بالكورية: 이은주) (16 نوفمبر 1980 - 22 فبراير 2005)، ممثلة كورية جنوبية بدأت مسيرتها الفنية عام 1997.

## وصلات خارجية
- إي أون جو على موقع IMDb (الإنجليزية)
- إي أون جو على موقع ألو سيني (الفرنسية)
- إي أون جو على موقع أول موفي (الإنجليزية)
- إي أون جو على موقع قاعدة بيانات الأفلام السويدية (السويدية)
- إي أون جو على موقع قاعدة بيانات الفيلم (الإنجليزية)
- إي أون جو على موقع كينوبويسك (الروسية)